# Adolf Sandberger
Adolf Wilhelm August Sandberger (ur. 19 grudnia 1864 w Würzburgu, zm. 14 stycznia 1943 w Monachium) – niemiecki muzykolog.

## Życiorys
W latach 1881–1887 studiował kompozycję w Würzburgu u Maxa Meyera-Olberslebena i w Monachium u Josefa Rheinbergera, a w latach 1883–1887 również muzykologię w Monachium i Berlinie u Philippa Spitty. W 1887 roku uzyskał stopień doktora na Uniwersytecie w Würzburgu na podstawie pracy Peter Cornelius (wyd. Lipsk 1887). W latach 1887–1889 odbył podróż do Włoch, Austrii, Francji i Włoch. Od 1889 do 1894 roku był kustoszem w dziale muzycznym Königliche Hof- und Staatsbibliothek w Monachium. W 1894 roku habilitował się na Uniwersytecie Monachijskim na podstawie pracy Beiträge zur Geschichte der bayerischen Hofkapelle unter Orlando di Lasso (tomy 1 i 3 wyd. Lipsk 1894–1895, tom 2 nieopublikowany). W latach 1900–1904 był profesorem nadzwyczajnym, a 1904–1930 profesorem zwyczajnym Uniwersytetu Monachijskiego. Był redaktorem „Denkmaler der Tonkunst in Bayern” (1900–1931) i „Neues Baeethoven-Jahrbuch” (1924–1942). Od 1912 roku był członkiem Bawarskiej Akademii Nauk.
Opublikował m.in. prace Emmanuel Chabriers Gwendoline (Monachium 1898), Über zwei ehedem Wolfgang Mozart zugeschriebene Messen (Monachium 1907) i Ausgewählte Aufsätze zur Musikgeschichte (Monachium 1921–1924). Zajmował się badaniami nad życiem i twórczością Orlanda di Lasso, w latach 1894–1927 przygotował dla wydawnictwa Breitkopf & Härtel kompletną edycję jego dzieł. Prowadził także studia nad twórczością kompozytorów związanych z ośrodkiem monachijskim na przełomie XVII i XVIII wieku oraz klasykami wiedeńskimi, w tym kwestią autentyczności utworów Josepha Haydna.
Zajmował się również kompozycją, napisał 2 opery (Ludwig der Springer wyst. Monachium 1894 i Der Tod des Kaisers wyst. Monachium 1935), utwory chóralne, pieśni, utwory kameralne.